# Andreas-Gryphius-Theater

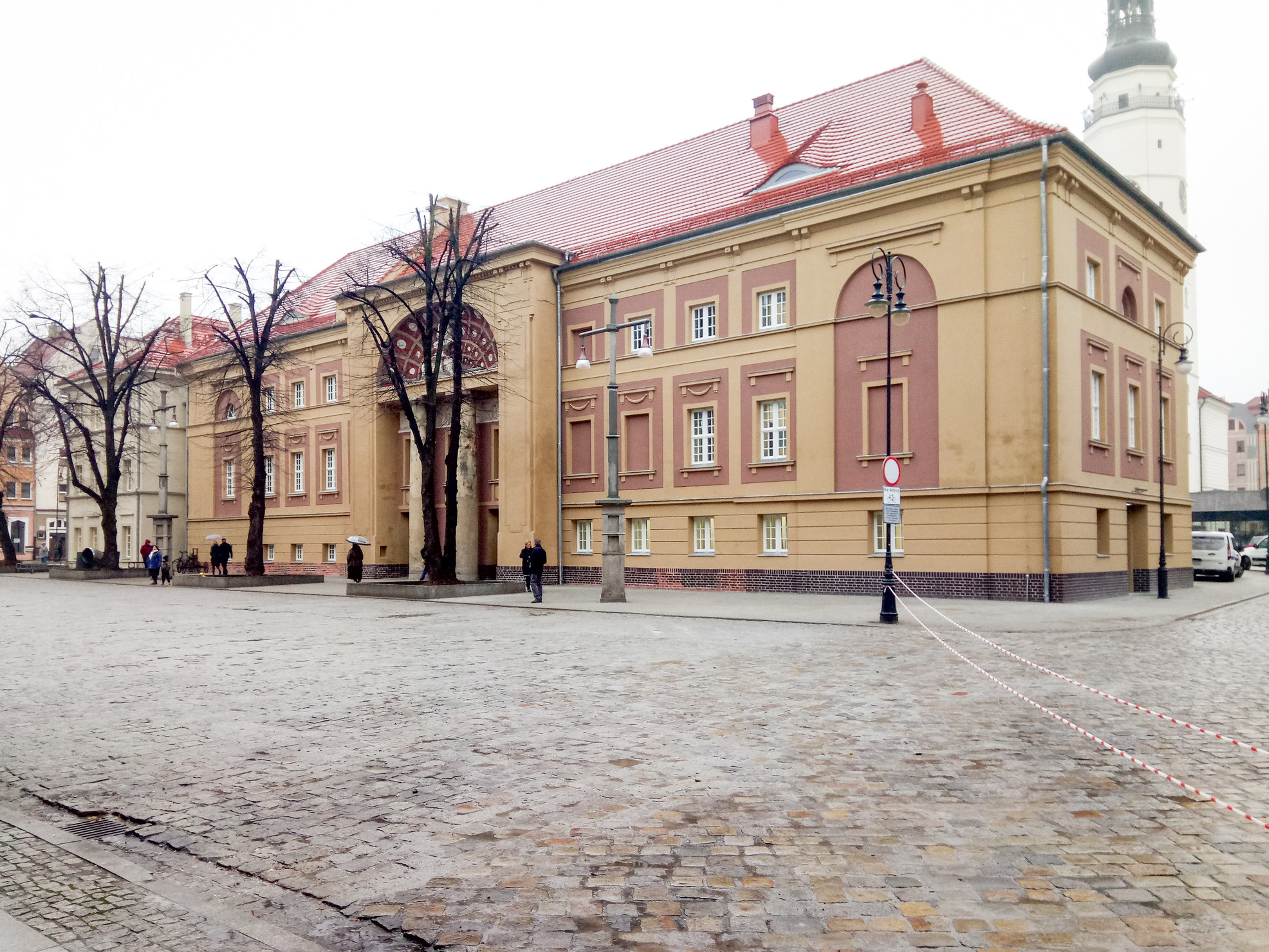
Andreas-Gryphius-Theater nach dem Wiederaufbau 2019

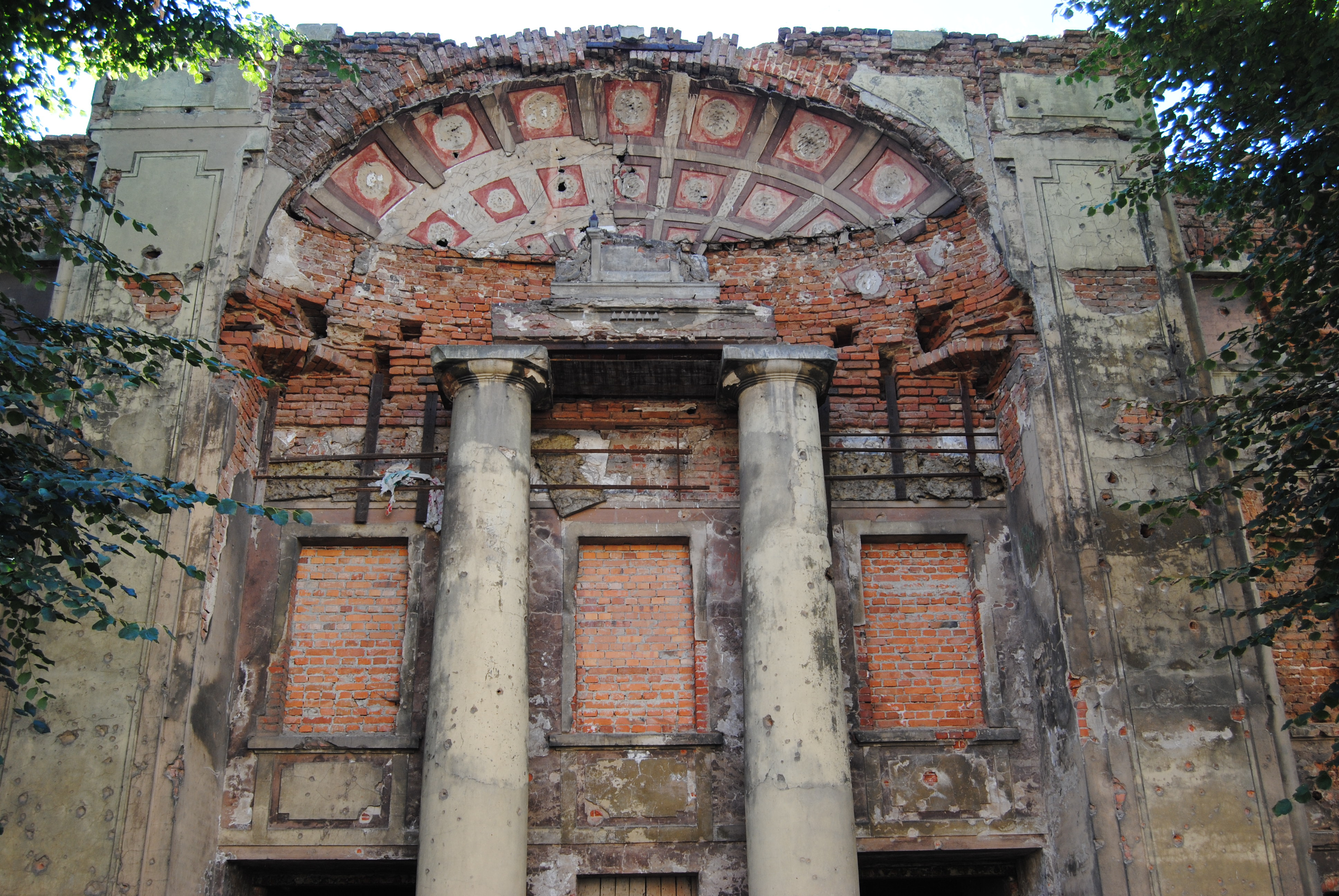
Ruine des Andreas-Gryphius-Theaters in Glogau

Das Andreas-Gryphius-Theater (polnisch Teatr im. Andreasa Gryphiusa), benannt nach dem schlesischen Dichter Andreas Gryphius, ist ein Schauspielhaus in Głogów (deutsch: Glogau) in der Woiwodschaft Niederschlesien in Polen.

## Theatergeschichte
Die Glogauer Theatergeschichte ist gekennzeichnet durch langjähriges Nebeneinander von protestantischem Schultheater des Barock und katholischem Jesuitentheater. Das 1629 zum Kolleg erhobene Gymnasium besaß einen Bühnensaal, der aber mit Brand des Kollegs 1711 zerstört wurde. Bis 1720 wurden Kolleg und Theatersaal wiederhergestellt.
Das schlesische protestantische Barocktheater ist unter der Bezeichnung „Gryphius-Bühne“ in der Literatur- und Theatergeschichte bekannt. Aufführungsorte zu Gryphius’ Zeit waren entweder der Theatersaal im Gymnasium, das Schloss, oder der Komödiensaal im Jesuitenkolleg. Das erste selbstständige Theater ist anlässlich eines Besuchs von Kaiser Leopold in Glogau 1660 belegt, als ein „Theater auf dem Reitplatz“ bestand. Vermutlich war dieser Bau, selbst wenn es sich um ein gedecktes Gebäude handelte, wohl nicht auf dauerhaftes Bespielen ausgelegt.

## Baugeschichte
Das Theater wurde im Wesentlichen in den Jahren von 1798 bis 1799 im klassizistischen Stil gestaltet. Der Entwurf stammt von dem Architekten Johann Christian Valentin Schultze (1748–1831).
Der heutige Bau entstand über einen Zeitraum von 150 Jahren durch mehrere Um- und Ausbauten. An der Ostseite des Rings befanden sich seit dem 13. Jahrhundert die Fleischbänke oder -scharren, zwei langgestreckte Holzbauten in Besitz der Fleischerinnung. Als diese dem Stadtbrand 1758 zum Opfer fielen, wurden sie nur provisorisch wiederaufgebaut und über die Nutzung des Areals debattiert. Nach Forderung der Kriegs- und Domänenkammer Preußens, als oberster Landesbehörde, wurde legte Dannenberg einen Entwurf für einen Neubau mit Fleischbänken im Erdgeschoss und Schmetterhaus im Obergeschoss vor. Die Kriegs- und Domänenkammer beauftragte jedoch Karl von Machui mit einem Gegenentwurf, der im Obergeschoss ein öffentliches Kaffeehaus und einen Redoutensaal vorsah. Gegen den Widerstand der Fleischerinnung wurde dieser Bau ausgeführt. Ob jedoch der Redoutensaal als Theatersaal genutzt wurde, ist nach Quellenlage unklar.
Auf Ersuchen des Theaterdirektors Faller 1798 zur Gründung eines stehenden Theaters erhob sich die Frage nach einem geeignete Spielort. Der Redoutensaal wurde als nicht zweckmäßig erachtet, auch war das gesamte Gebäude schon baufällig. Baudirektor
Christina Valentin Schultze entwickelte Plan zum Aufstocken des Gebäudes, um einen Theatersaal zu schaffen. Dieser Bau wurde 1799/1800 eröffnet. Bei seinem Umbau setzte Schultze den Fleischbänken nicht nur ein drittes Geschoss auf, sondern verband die Bauteile durch frühklassizistisches Formenreportoire.
Im Jahr 1839–40 wurde ein Umbau vorgenommen, bei dem die Decke über dem Redoutensaal entfernt wurde und so ein größerer Theatersaal geschaffen wurde. Im Jahr 1859 oder 1859 wurde eine zweiläufige Freitreppe vorgelegt, die die vorherigen Eingänge zur Fleischbänken verdeckt. Im Jahr 1926 wurde der Bühnenbereich neu gestaltet, 1928 das gesamte Gebäude, wobei nur die Umfassungsmauern erhalten blieben und eine Eisenbetonkonstruktion eingezogen wurde. Weiterhin wurden die Fleischbänke abgebrochen und die Freitreppe entfernt, wodurch der Theaterbau ein Erdgeschoss für Publikumsverkehr gewann.

## Bauwerk
Der Bau steht auf schmalen, langgestreckten Grundriss. Der Bau ist dreigeschossig und nur drei Fensterachsen tief. Das Sockelgeschoss ist durch Putzstreifen gegliedert, die Obergeschosse sind durch ein Friesband und Gesimsprofil getrennt und an den Ecken durch Risalite betont.
Zentrum der langen Ostfront ist ein kräftiger Mittelrisalit, der von zwei massiven Wandpeilfern gebildet ist, denen ein großer Portalbogen eingeschrieben ist. Zwischen den Säulen waren ursprünglich Zugänge zu den Fleischbänken. Der Mittelrisalit hatte auch bautechnische statische Gründe, weil er als Widerlagers und bauversteifende Klammer Ausbrechen des Dachwerkes verhindert. Der Portalbogen ist unterteilt in eine dreiachsige zweigeschossige Säulenanordnung, deren Schäfte einen Architrav tragen. Über dem Architrav wölbt sich eine kassettierte Halbkuppel die eine Nische für Porträtbüste für Gryphius dient.
Die Herkunft des Portalmotivs ist in der Literatur weithin diskutiert und soll sich teils auf italienische Vorbilder beziehen. Auch auf Vorbilder von Francesco Milizia wird verwiesen. Schulze selbst verwendete ähnliche Portale am Glogauer Landwehrkasino, Orangerie im Ludwigsgarten in Sagan un am Württembergisches Palais in Lüben.
1863 entschied sich ein Ausschuss des Magistrats und des Wissenschaftlichen Vereins für die Aufstellung einer Büste in der großen, halbsteinförmigen Portalöffnung über der Freitreppe des Stadttheaters. Am 6. Juli 1864, 10 Tage vor dem 200. Todestag des Dichters, fand die feierliche Enthüllung des Denkmals statt.

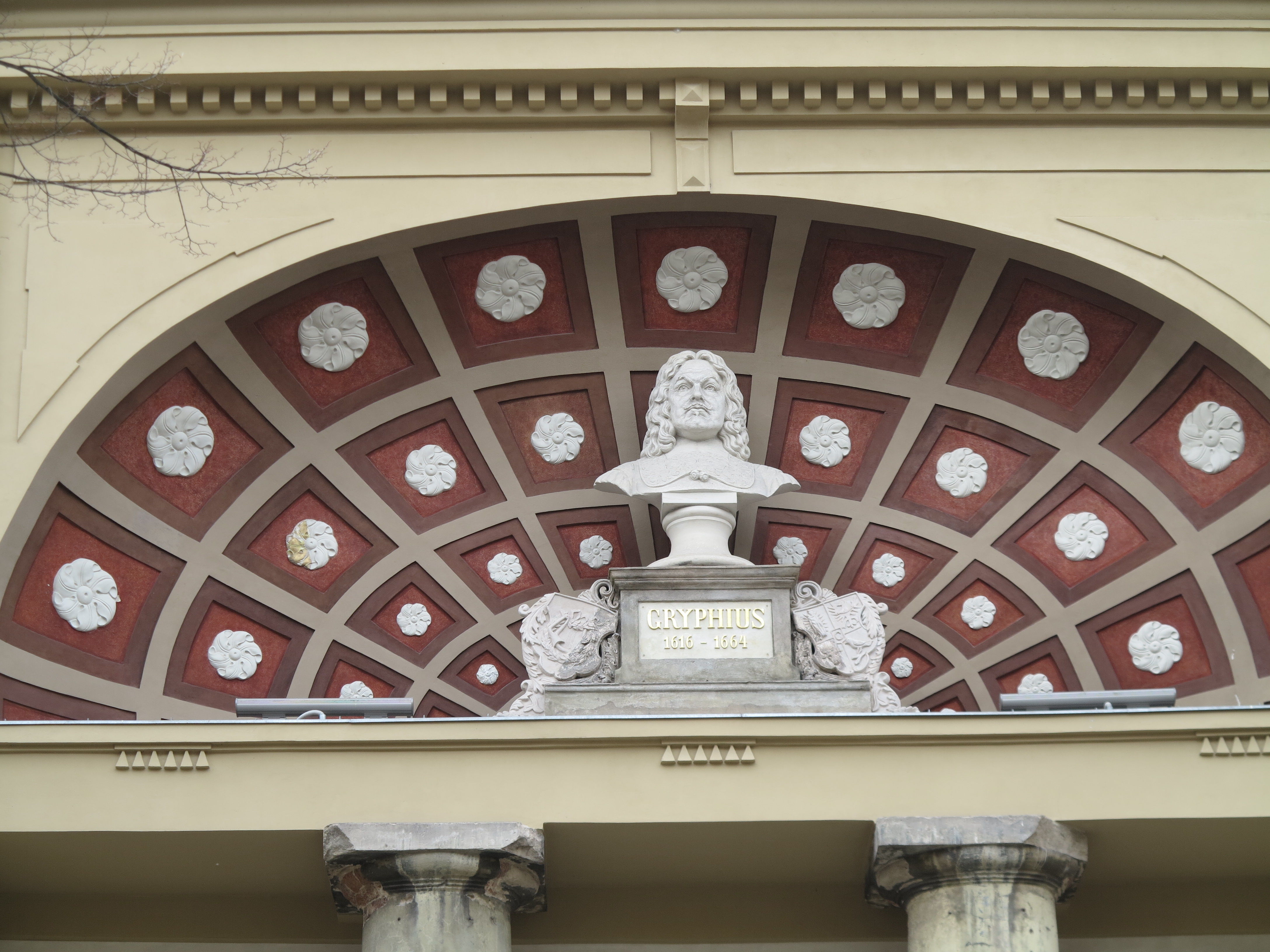
Gryphius-Büste über dem Portal des gleichnamigen Theaters (2023)

Bei der Belagerung von Glogau im Spätwinter 1945 brannte das Andreas-Gryphius-Theater aus, nur die Außenmauern des Theaterbaus blieben in stabilem Zustand erhalten.
Das Theater wurde von 2017 bis 2019 wiederaufgebaut. Die Gesamtkosten belaufen sich auf ca. 20 Millionen Złoty. Dabei wurde die Außenfassade des Theaters rekonstruiert und die noch erhaltene historische Bausubstanz integriert.